# Catarina Ykens II
Catarina Ykens (Anvers, 24 de febrer de 1659 - després de 1737) four una pintora barroca flamenca.

## Biografia
Filla del pintor Johannes Ykens i de la seva segona esposa, Bàrbara Brekevelt, va ser batejada a Anvers el 24 de febrer de 1659. El 1687 i 1688 apareix registrada en el gremi de Sant Lluc d'Anvers. Es va especialitzar, com el seu oncle Frans Ykens i altres membres de la seva extensa família d'artistes, en la pintura de naturaleses mortes i garlandes de flors i fruits. Es desconeix la data de la seva mort, però a Ais de Provença es conserva una garlanda seva, amb el Naixement, datada el 1737.
Són poques les obres segures de la seva mà que es coneixen, entre les quals cal esmentar una pintura de vanitas en una garlanda signada «Catharina Eyckens filia devota fecit 1689». El Museu del Prado conserva dos paisatges emmarcats en garlandes de flors i fruites procedents de la col·lecció real, signats i atribuïts a Catarina Ykens II, encara que la data de 1654 que es dona per a un d'ells ha de correspondre a la seva homònima Catarina Ykens I, amb la qual freqüentment s'han confós les seves obres.